# یواس‌اس تانگزاز (ای‌ان-۹۰)
یواس‌اس تانگزاز (ای‌ان-۹۰) (به انگلیسی: USS Tunxis (AN-90)) یک کشتی بود که طول آن 168' 6" بود. این کشتی در سال ۱۹۴۴ ساخته شد.